# Гражданское время
Гражданское время — система счёта времени, в основе которого лежат средние солнечные сутки с началом в местную среднюю полночь.
До 1925 года за начало средних суток принимался момент верхней кульминации среднего Солнца, то есть время суток отсчитывалось от среднего полдня, этим временем пользовались астрономы при наблюдениях, чтобы не делить ночь на 2 даты. Такие сутки назывались «астрономическими сутками».
В гражданской жизни использовалось или местное среднее солнечное время, или поясное время, получившее к тому моменту значительное распространение, но за начало суток принималась средняя полночь. Такие сутки назывались «гражданскими сутками». Среднее солнечное время, отсчитываемое от полночи, называлось «гражданским средним временем». Получалось, например, что 6 часов утра понедельника по гражданскому времени соответствовало 18 часам воскресенья по астрономическому счёту времени.
Наряду с гражданским и астрономическим счётом времени, вплоть до 19 века существовал навигационный, или морской (nautical), счёт времени, тоже, как и в астрономии, с началом суток в полдень. Такие сутки назывались «навигационными», или «морскими», сутками. Они были сдвинуты на 1 день относительно астрономического счёта времени. Однако к концу 19 века моряки многих стран отказались от применения морских суток в пользу гражданских суток.
В 1925 году по международному соглашению астрономы приняли для своих работ гражданское среднее время. Таким образом, время суток, отсчитываемое от среднего полдня, утратило своё значение.
По нынешним представлениям гражданское время соответствует понятию стандартное время (standard time) или местное время, а также понятию летнее время (если таковое применяется). Иногда может использоваться словосочетание «официальное время» или «административное время».
Иногда можно встретить словосочетание «государственное время». Его появление связывают с периодом, когда в качестве официального времени, действующего в пределах одного государства, применялось местное среднее солнечное время в его столице. Одним из первых, кто понял необходимость применения такого единого времени (ещё до начала развития железнодорожного транспорта), был англичанин Уильям Волластон. Впоследствии его идея был развита соотечественником Абрахамом Ослером.
С 1840 года на железных дорогах Англии стало использоваться единое Лондонское время, а с 1855 года оно стало применяться и в публичной жизни. Примеру Англии последовали другие европейские страны. Так, в 1866 году в Италии было введено единое Римское время. Затем в Германии было введено Берлинское время. В России применялось Петербургское время, которое кроме местного применения использовалось и на железных дорогах страны.